# Équipe de Géorgie de rugby à XV
L'équipe de Géorgie de rugby à XV rassemble les meilleurs joueurs de Géorgie. Les Géorgiens jouent en maillot bleu et bordeaux, short bleu, bas bleu. Leur symbole est un bordjgali traditionnel. L'équipe est surnomée les Lelos.
Bien que le rugby existe en Géorgie depuis 1964, les joueurs représentaient l'ex-URSS jusqu'au premier match officiel de la Géorgie en 1989.
Au classement World Rugby du 7 janvier 2024, la Géorgie est quatorzième.

## Histoire

### Contexte historique
Plusieurs tentatives infructueuses d'introduire le rugby à XV ont eu lieu en Géorgie, la plus ancienne connue étant celle de 1928, avec des tentatives ultérieures en 1940 et en 1948. Le rugby a été introduit en Géorgie par Jacques Haspekian, un Arménien de Marseille (France) qui a enseigné le jeu à des étudiants à la fin des années 1950 et jusqu'au milieu des années 1960, bien qu'il soit ensuite retourné en France. La première véritable séance de rugby a eu lieu le 15 octobre 1959 à l'hippodrome de Tbilissi, devant une vingtaine de personnes. Le premier club géorgien créé est le GPI (Georgian Polytechnical Institute), aujourd'hui connu sous le nom de « Qochebi ».
La popularité du rugby à XV en Géorgie peut s'expliquer par sa ressemblance avec le jeu traditionnel géorgien appelé Lelo ou Lelo Burti (qui signifie « balle au champ »). Ce jeu a été pratiqué en Géorgie dans les temps anciens et est encore occasionnellement joué dans les zones rurales. Un champ (lelo) est choisi entre deux ruisseaux, ce qui représente un terrain de jeu sur lequel deux équipes, généralement composées de la population masculine des villages voisins, s'affrontent. Le nombre de joueurs de chaque côté n'est pas fixé, mais comprend tous les hommes capables que chaque village pouvait convoquer. Un grand ballon lourd est placé au milieu du terrain et le but du jeu est de le faire passer par-dessus la rivière du camp adverse.
Les premières équipes sont apparues en 1959. La fédération géorgienne de rugby à XV est fondée en 1964, mais jusqu'à la fin des années 1980, elle faisait partie de la fédération soviétique de rugby. Les liens entre la France et la Géorgie sont établis par le puissant Parti communiste français de l'époque et de nombreuses autres organisations de gauche. Au départ, la Géorgie n'a pas d'équipe propre et ses meilleurs joueurs jouent pour l'équipe de l'URSS.

### Premières équipes (1998-1999)
En 1988, la Géorgie crée sa première équipe nationale à sept (en), alors qu'elle est encore une république soviétique.
En septembre 1989, la Géorgie s'associe à d'autres pays de la FIRA pour accueillir une tournée de rugby à XV du Zimbabwe. Le premier match du Zimbabwe dans le cadre de cette tournée est disputé contre la Géorgie à Kutaisi, à l'ouest de Tbilissi ; la Géorgie remporte ainsi le premier match de son histoire sur le score de 16 à 3. L'année suivante, la Géorgie se rend au Zimbabwe où elle dispute deux tests, perdant le premier à Bulawayo et gagnant le second 26-10 à Harare.
Le 9 avril 1991, la Géorgie déclare son indépendance de l'Union soviétique lors de la dislocation de l'URSS. La Géorgie est désormais une nation de rugby à XV, mais il n'est pas facile d'obtenir des matches : l'équipe de la Communauté des États indépendants, à laquelle la Géorgie n'a pas adhéré, est l'équipe qui succède à l'Union soviétique et joue des matches en 1992. Jusqu'à ce qu'elle devienne membre de la fédération mondiale de rugby (IRB) en 1992, la Géorgie n'a pu disputer que quelques matches contre l'Ukraine.
L'entraîneur français Claude Saurel arrive pour la première fois en Géorgie en 1997 avec pour mission d'évaluer le niveau du rugby à XV ; lui et son équipe de développement contribuent à donner un élan au sport. Saurel travaille ensuite avec l'équipe nationale de rugby à sept de Géorgie, jusqu'à ce qu'il soit nommé entraîneur national à l'été 1999.
La défaite de la Géorgie en 1998 contre la Roumanie l'oblige à disputer un barrage de repêchage en deux manches contre les Tonga pour se qualifier pour la Coupe du monde 1999. À cette occasion, la Géorgie perd le match aller 37-6 à Nuku'alofa avant de s'imposer 28-27 à Tbilissi. Cela ne suffit pas et la Géorgie ne parvient pas à se qualifier pour la première fois à un Mondial.

### Essor pendant les années 2000
Après le retrait de la France et de l'Italie — laquelle intègre le Tournoi des Six Nations — du Championnat européen des nations, la Géorgie devient un acteur majeur du tournoi. En 2000, la Géorgie termine deuxième de la compétition, derrière la Roumanie. Le rugby prend son essor dans le pays, les voyages et les possibilités de décrocher des contrats lucratifs dans les championnats français font du rugby une activité en vogue en Géorgie. La Géorgie se classe de nouveau deuxième du tournoi en 2002. Lorsque la Géorgie joué contre la Russie, 65 000 spectateurs s'entassent dans le stade national de Tbilissi.
Les Géorgiens se font remarquer pour la première fois au rugby à sept en terminant à une honorable 10e place lors de la Coupe du monde 2001 en Argentine.
En octobre 2002, la Géorgie affronte la Russie dans ce qui était à l'époque l'un des affrontements les plus importants entre les deux équipes nationales. La nation victorieuse est qualifiée pour la Coupe du monde de rugby à XV 2003, tandis que la perdante doit passer par une phase de repêchage. Aucune des deux nations n'a jusque là jamais participé à une Coupe du monde. 50 000 spectateurs se rendent pour cet événement au stade national. Après plusieurs pénalités des deux côtés, la Russie puis la Géorgie marquent chacune un essai avant la mi-temps, qui se conclut sur le score de 14-13. La Géorgie tient bon et s'impose finalement 17-13, une victoire qui déclenche des célébrations dans toute la capitale.

#### Coupe du monde 2003
Les rugbymen géorgiens se qualifient pour leur première Coupe du monde en 2003, mais doivent concéder quatre lourdes défaites en autant de matchs. Il faut dire que leur poule est particulièrement relevée. Humiliés par le futur vainqueur de l'épreuve, l'Angleterre (6-84), les Géorgiens ne parviendront qu'à limiter les dégâts contre les Samoa (9-46) et l'Afrique du Sud (19-46), match au cours duquel ils inscrivent leur premier essai dans une phase finale de Coupe du monde, œuvre du talonneur David Dadunashvili. La dernière rencontre, contre l'Uruguay, ne leur permet pas d'éviter la cuillère de bois du groupe (12-24).

#### Coupe du monde 2007

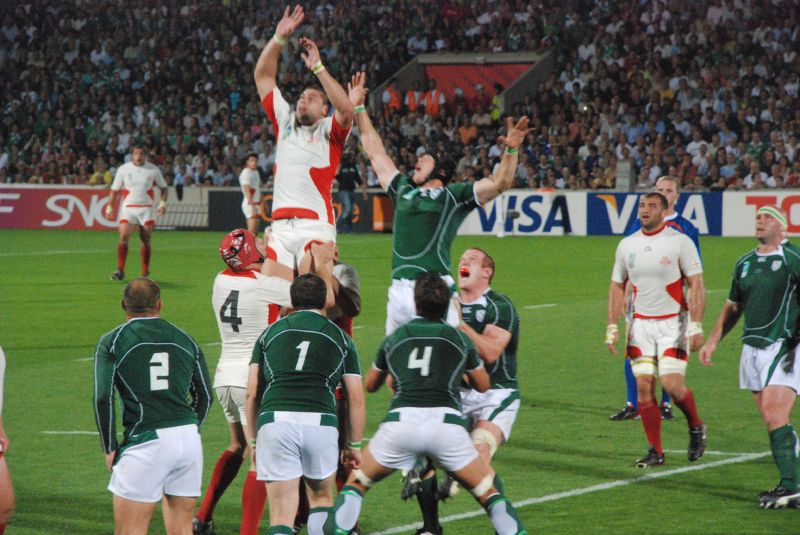
Les alignements géorgiens et irlandais s'affrontent en poule de la Coupe du monde 2007.

Qualifiée pour le mondial 2007 en France en tant que deuxième du Championnat européen des nations 2005-2006, la Géorgie hérite encore d'un groupe pour le moins difficile avec la France (pays organisateur, l'un des favoris), l'Irlande, l'Argentine et la Namibie.
Après une défaite honorable lors de son premier match contre l'Argentine (3-33), les Lelos réalisent un véritable exploit en tenant tête à l'Irlande (défaite 10-14) et, par le biais d'une défaite de moins de huit points, obtiennent leur premier point dans un Mondial. Ce match reste, à la fin des années 2010, la meilleure performance des Géorgiens contre une nation du Tier 1.
Onze jours plus tard, ils remportent leur premier succès contre les Namibiens (30-0) et s'imposent parmi les équipes respectables du continent européen. L'ultime défaite concédée contre le XV de France (7-64) n'est qu'anecdotique, mais reste pour les 27 joueurs géorgiens évoluant dans l'Hexagone un souvenir impérissable.

#### Première victoire en Championnat européen des nations
En remportant 9 matchs sur 10, la Géorgie obtient son premier titre lors du Championnat européen des nations 2006-2008 devant la Russie.
Après cette victoire, la Géorgie demeure invaincue dans ce tournoi de la « deuxième division du rugby européen », en remportant les éditions biannuelles 2010-2012, 2013-2014 et 2014-2016, puis les éditions annuelles du Championnat international d'Europe 2016-2017, 2017-2018, 2018-2019, 2019-2020, 2020-2021, 2021-2022 et 2022-2023.

### Années 2010

#### Coupe du monde 2011

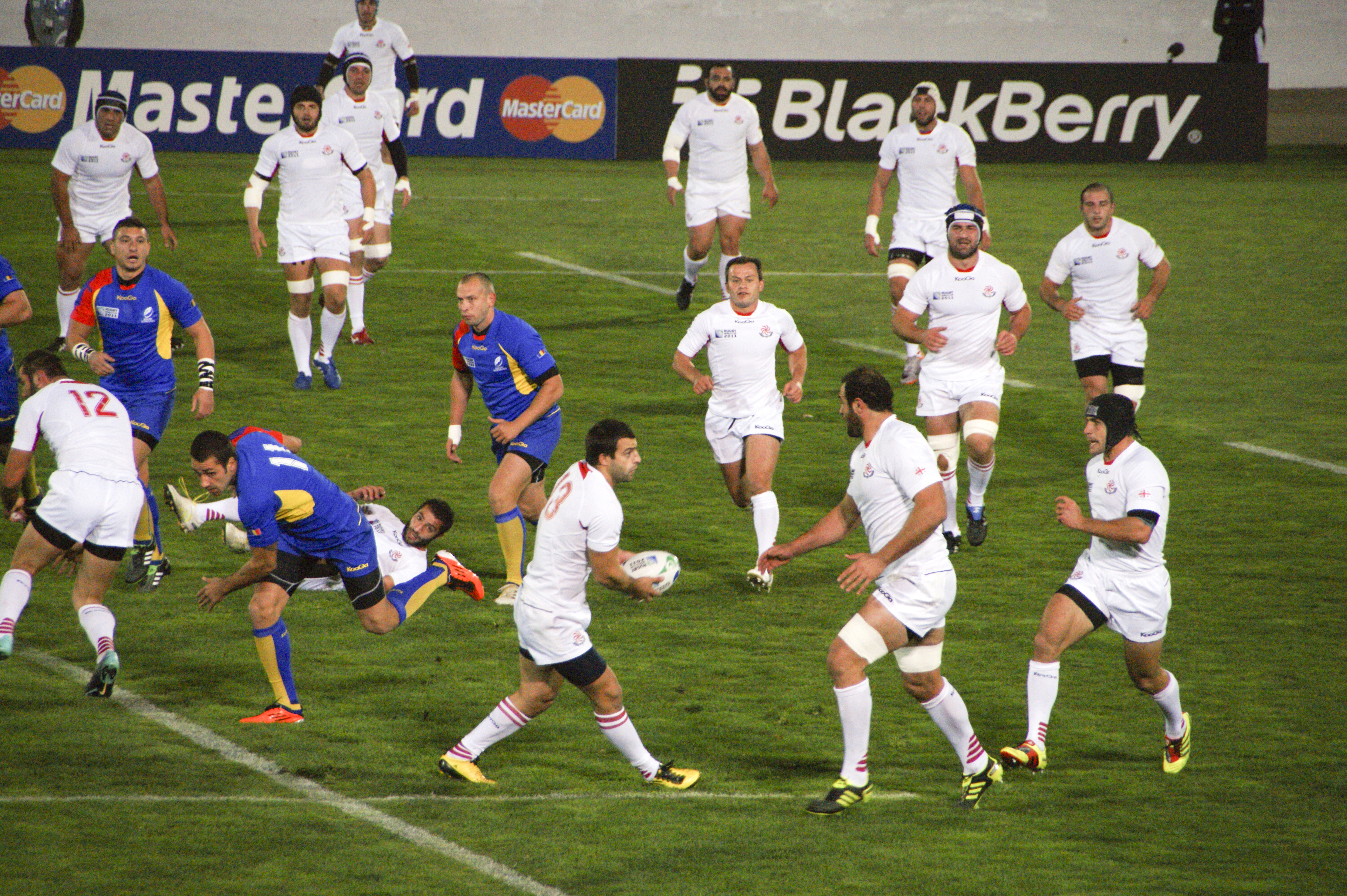
La victoire contre les Roumains évite la dernière place du groupe aux Géorgiens.

Lors de la Coupe du monde 2011, la Géorgie joue dans le "groupe de la mort" avec l'Angleterre, l’Écosse, l'Argentine et la Roumanie. Lors de son premier match face à l'Écosse, la Géorgie se montre résistante et ne laisse aucune occasion au XV du Chardon de marquer un seul essai. Elle s'incline 15 à 6. Le deuxième match face aux Anglais est une défaite plutôt honorable (41-10) : menée seulement 10-17 à la pause, la Géorgie craque après la première mi-temps. S'imposant face à la Roumanie (25-9), les Géorgiens signent leur deuxième victoire en Coupe du monde. Finalement, c'est avec une défaite honorable contre l'Argentine sur le score de 25 à 7 que la Géorgie quitte la compétition, elle qui pourtant menait étonnamment 7 à 5 à la pause.

#### Succès en Championnat européen des nations
En 2012, les Géorgiens remportent le Championnat européen des nations de rugby à XV 2010-2012 avec neuf victoires pour une défaite. C'est leur troisième victoire consécutive dans cette compétition. En juin 2012, ils jouent deux tests en Amérique du Nord, ils s'inclinent contre les États-Unis (36-20) et le Canada (31-12).
Le XV de Géorgie entame le Championnat européen des nations de rugby à XV 2012-2014 par un match laborieux contre le promu belge et s'impose dans la douleur 17 à 13, après avoir été mené (10-3) à la pause. Les Lelos sont moins en difficulté face au Portugal (25-12), en Russie (23-9) et surtout face à l'Espagne (61-18). Ils clôturent la phase aller par un match nul en Roumanie (9-9).
La Géorgie, à la suite d'une tournée d'automne très convaincante, montre qu'elle est une nation parfaitement respectable dans le rugby européen. Les Lelos s'imposent 19 à 15 contre le Canada, ne s'inclinent que de deux points face aux États-Unis (23-25) et arrachent un succès contre les Samoa (16-15).
La Géorgie entame la phase retour du Championnat européen des nations de rugby à XV 2012-2014 sur les chapeaux de roue face à une équipe de Belgique impuissante (35-0). Après deux autres larges victoires au Portugal (9-34) et contre la Russie (36-10), la Géorgie valide d'ores et déjà son billet pour la Coupe du monde de rugby à XV en Angleterre. Dans la foulée, les Lelos gagnent 24 à 17 en Espagne. Le 15 mars 2014, à la suite de la victoire au match de clôture contre la Roumanie (22-9), la Géorgie remporte le Championnat européen des nations de rugby à XV pour la quatrième fois consécutive et obtient sa place dans le groupe C de la Coupe du monde, avec la Nouvelle-Zélande, l'Argentine, les Tonga et le vainqueur de la zone Afrique.
En février et en mars 2015, la Géorgie excelle encore et toujours dans la phase aller du Championnat européen des nations de rugby à XV. Elle s'offre cinq victoires en autant de matchs (64-8 en Allemagne, 20-15 contre le Portugal, 26-13 en Espagne, 33-0 contre la Russie, 15-6 en Roumanie).

#### Coupe du monde 2015
En septembre et en octobre 2015, les Lelos participent à la phase finale de la Coupe du monde 2015 dans la poule C. Lors de son premier match, la Géorgie bat les Tonga (10-17), créant la première surprise de la compétition. Elle rencontre ensuite l'Argentine, contre laquelle elle concède une large défaite (54-9), en dépit d'une belle résistance en première mi-temps (14-9). Le troisième match est un baptême du feu pour les Géorgiens, face à la légendaire équipe de Nouvelle-Zélande. En toute logique, ils s'inclinent, mais sans vivre de véritable débâcle. La défaite 43 à 10 reste parfaitement honorable, Beka Tsiklauri inscrit un essai et le capitaine Mamuka Gorgodze est désigné homme du match. La bonne impression donnée par l'équipe de Géorgie incite son sélectionneur à demander son entrée dans le Tournoi des Six Nations. Lors de son dernier match face à la modeste équipe de Namibie, la Géorgie se retrouve cependant mal en point. Elle ne parvient pas à inscrire de points en première période, elle est menée 6-0 à la mi-temps. La situation se débloque en seconde période avec deux essais. Les Lelos s'imposent finalement par la plus petite des marges (16-17). Ce succès étriqué et peu glorieux n'empêche toutefois pas la Géorgie de se classer troisième de sa poule, synonyme de qualification directe pour la Coupe du monde de 2019.

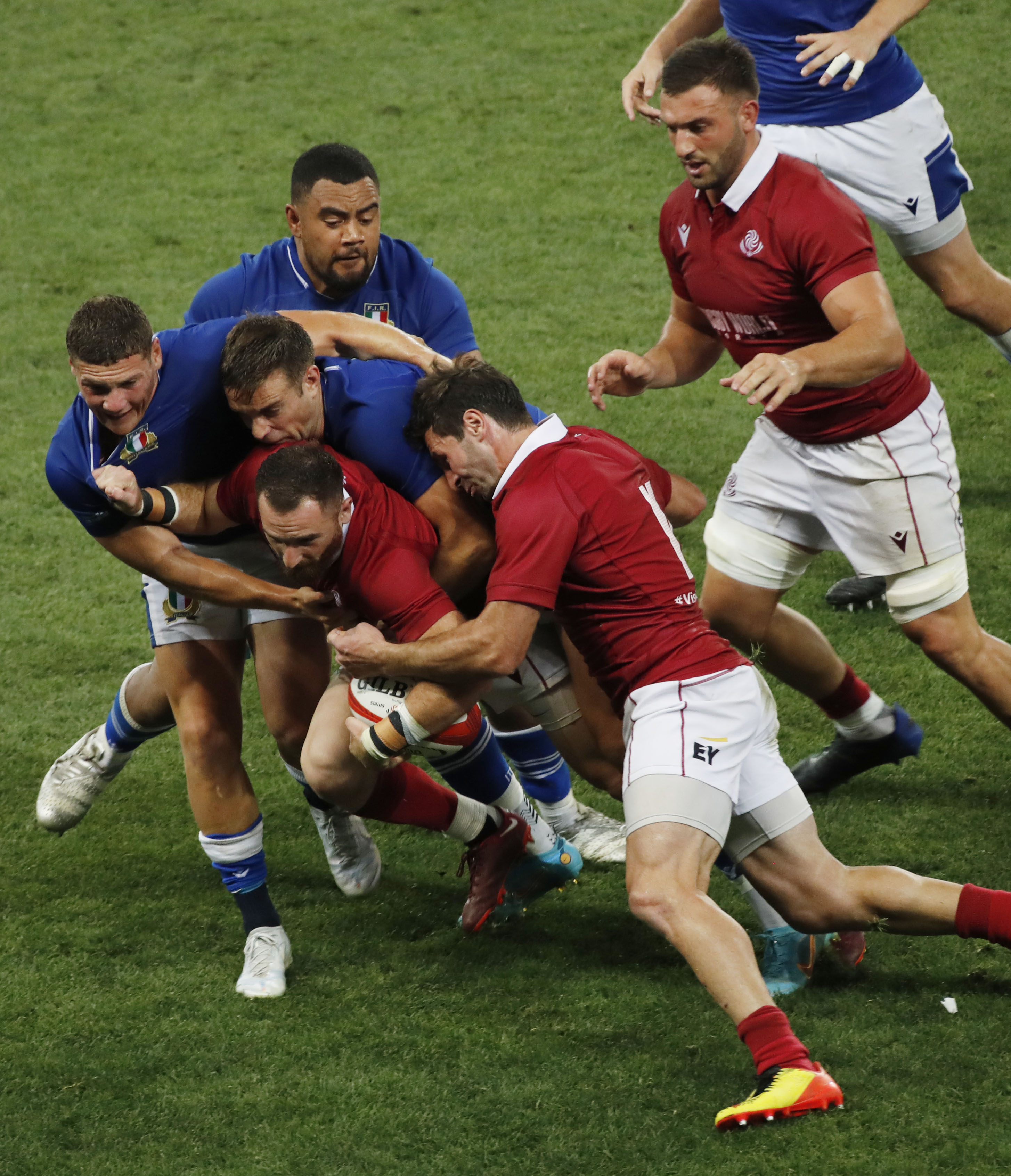
Le statut de meilleure équipe du championnat d'Europe de la Géorgie et le statut de plus mauvaise équipe du Tournoi des Six Nations de l'Italie alimentent les débats, certains souhaitant un système de promotion-relégation entre les deux compétitions.

Le remplacement de l'équipe d'Italie par l'équipe de Géorgie dans le Tournoi des Six Nations est souvent évoqué, voire souhaité par les commentateurs sportifs, bien que les organisateurs du tournoi refusent cette éventualité. Il est en effet remarqué que les performances de la Géorgie en championnat d'Europe sont louées, comparées aux résultats médiocres de la Squadra Azzurra,,.

#### Coupe du monde 2019
La Géorgie aborde la Coupe du monde 2019 en confiance, elle vient de gagner trois des quatre Championnat européen des nations et possède un effectif qui mêle jeunesse (Abzhandadze, Kveseladze) et expérience (Mamukashvili, Chilachava, Bregvadze). La fédération géorgienne à pour ambition de reproduire la même performance que de 2015 en terminant troisième de la poule. Cependant la Géorgie hérite d'une poule relevée composée de l'Australie, du pays de Galles, des Fidji et de l'Uruguay. Le 23 septembre, les Lelos commencent la compétition en affrontant le pays de Galles avec un 43-14 pour les Britanniques. Six jours plus tard, c'est une Uruguay  qui affronte les Géorgiens, quatre jours après que les Sud-américains ont créé l'exploit en battant les Fidjiens 30-27. Score final pour les Lelos 33-7. La Géorgie rencontre ensuite les Fidji, leur rival pour la troisième place synonyme de qualification automatique pour 2023 lors d'un match 10-45 pour les îliens où on verra les 3/4 géorgiens . La Géorgie finit par une défaite honorable 27-8 face à des Australiens déjà qualifiés. Le bilan est décevant pour les Géorgiens. L'équipe termine quatrième derrière les Fidji et devra passer par la case qualification pour 2023. Pendant cette Coupe, la Géorgie a montré des progrès mais manque encore d'organisation au point de vue offensif, de qualité individuelle et collectif pour les trois-quarts et craque souvent à l'heure de jeu au niveau physique.[réf. nécessaire]

### Années 2020
Pour cette année post coupe du monde. La Géorgie doit faire face à deux changements : Milton Haig est parti après un bilan positif et son adjoint Levan Maisashvili l'a remplacé, l'effectif doit se renouveler après la retraite de nombreux cadres (Mamukashvili, Begadze, Malaguradze). Le 1er février, la Géorgie affronte son rival roumain dans le cadre du Championnat européen des nations 2020, conclu par un 41-13 pour les Lelos. Puis un 10-23 pour chez les Espagnols, une large victoire 78-6 contre les Belges et un 24-39 contre le Portugal. Bien que les Lelos soient en bonne voie pour remporter la compétition, cette dernière est interrompue par la Pandémie de Covid-19,. En octobre la fédération géorgienne reçoit une invitation à participer à la Coupe d'automne des nations, rassemblant les six équipes du Tournoi des Six Nations, les Fidji, et donc la Géorgie. Cette dernière se retrouve dans la poule des Anglais, Irlandais et Gallois. Les Géorgiens terminent dernier de la compétition, après un match de classement concédé contre les Fidji.[réf. nécessaire]

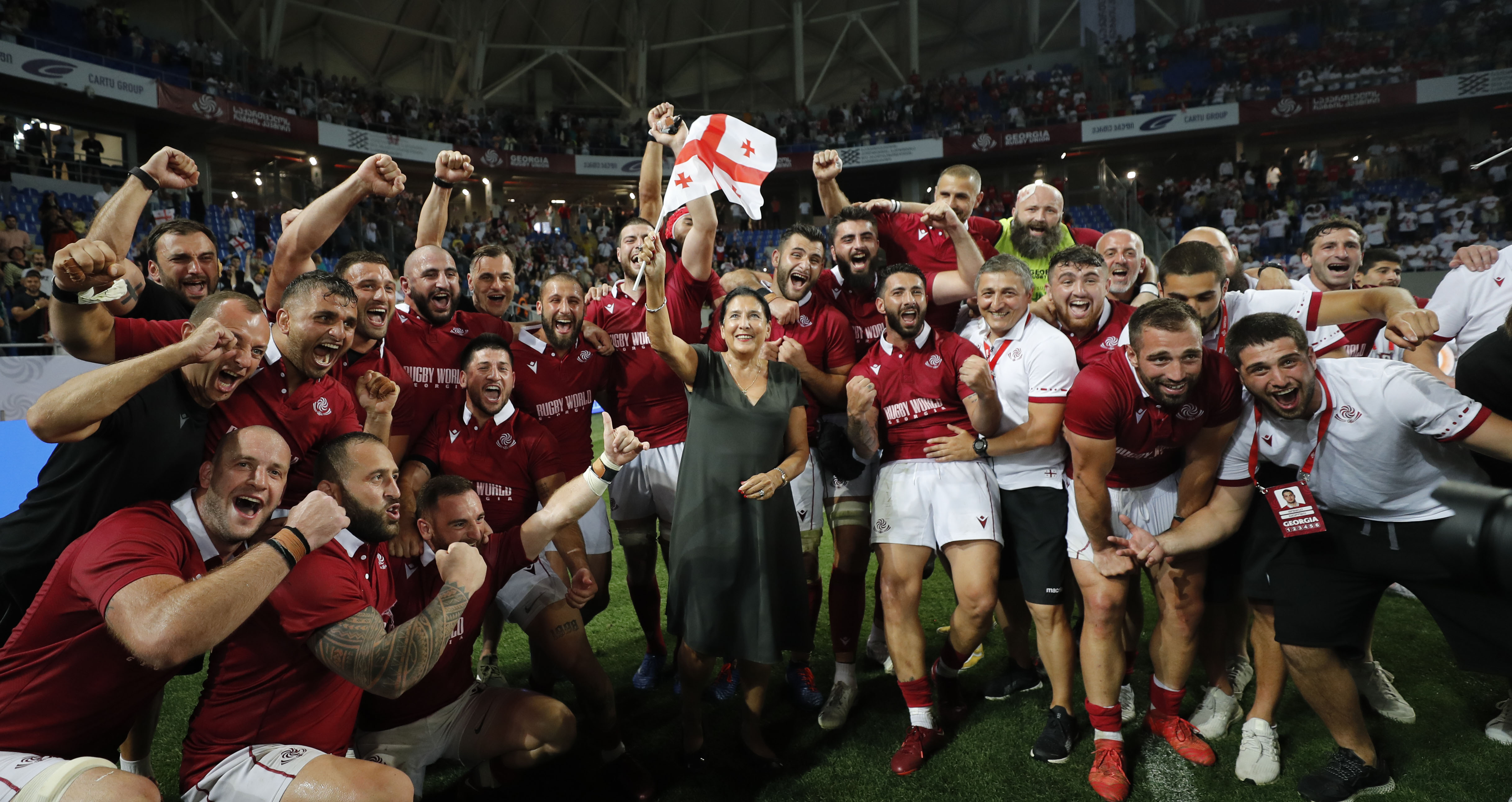
La présidente de la Géorgie Salomé Zourabichvili après la victoire de la Géorgie sur l'Italie, en 2022.

En juillet 2022, à domicile, les « Lelos » remporte leur première victoire contre une nation du Tier 1, l'Italie.
Lors de la Tournée d'automne (en), l'équipe de Géorgie réalise sa meilleure performance de son histoire en allant s'imposer à Cardiff contre la sélection du Pays de Galles.

## Palmarès

### Coupe du monde
En cinq participations à la phase finale de la Coupe du monde, la Géorgie a remporté cinq victoires :
- 1987 : non invitée
- 1991 : non qualifiée
- 1995 : non qualifiée
- 1999 : non qualifiée
- 2003 : dernière de la poule C
- 2007 : quatrième de la poule D (une victoire)
- 2011 : quatrième de la poule B (une victoire)
- 2015 : troisième de la poule C (deux victoires)
- 2019 : quatrième de la poule D (une victoire).
- 2023 : dernière de la poule C (un nul)

### Championnat européen des nations
Résultats de la Géorgie :
- 1999-2000 : deuxième
- 2000-2002 : deuxième
- 2002-2004 : troisième
- 2004-2006 : deuxième
- 2006-2008 : championne
- 2008-2010 : championne
- 2010-2012 : championne
- 2012-2014 : championne
- 2014-2016 : championne
- 2016-2017 : deuxième
- 2017-2018 : championne
- 2018-2019 : championne
- 2019-2020 : championne
- 2020-2021 : championne
- 2021-2022 : championne
- 2022-2023 : championne
- 2023-2024 : championne
- 2024-2025 : championne

## Statistiques

### Statistiques sur les matchs

#### Bilan des matchs
| Adversaire         | Matchs | Victoires | Nuls | Défaites | Pts marqués | Pts encaissés | % victoires |
| ------------------ | ------ | --------- | ---- | -------- | ----------- | ------------- | ----------- |
| Afrique du Sud     | 1      | 0         | 0    | 1        | 19          | 46            | 0,0 %       |
| Allemagne          | 6      | 6         | 0    | 0        | 302         | 32            | 100,0 %     |
| Angleterre         | 2      | 0         | 0    | 2        | 16          | 125           | 0,0 %       |
| Argentine          | 4      | 0         | 0    | 4        | 37          | 141           | 0,0 %       |
| Belgique           | 3      | 3         | 0    | 0        | 83          | 19            | 100,0 %     |
| Bulgarie           | 1      | 1         | 0    | 0        | 70          | 8             | 100,0 %     |
| Canada             | 5      | 2         | 0    | 3        | 78          | 119           | 40,0 %      |
| Chili              | 2      | 1         | 0    | 1        | 53          | 36            | 50,0 %      |
| Croatie            | 1      | 1         | 0    | 0        | 29          | 15            | 100,0 %     |
| Danemark           | 1      | 1         | 0    | 0        | 19          | 8             | 100,0 %     |
| Écosse             | 2      | 0         | 0    | 2        | 22          | 58            | 0,0 %       |
| Espagne            | 17     | 13        | 1    | 3        | 547         | 260           | 79,4 %      |
| États-Unis         | 4      | 1         | 0    | 3        | 75          | 109           | 25,0 %      |
| Fidji              | 2      | 1         | 0    | 1        | 33          | 27            | 50,0 %      |
| France             | 1      | 0         | 0    | 1        | 7           | 64            | 0,0 %       |
| Irlande            | 4      | 0         | 0    | 4        | 31          | 196           | 0,0 %       |
| Italie             | 2      | 0         | 0    | 2        | 29          | 82            | 0,0 %       |
| Japon              | 5      | 1         | 0    | 4        | 96          | 122           | 20,0 %      |
| Kazakhstan         | 1      | 1         | 0    | 0        | 17          | 5             | 100,0 %     |
| Lettonie           | 1      | 1         | 0    | 0        | 28          | 3             | 100,0 %     |
| Luxembourg         | 1      | 0         | 1    | 0        | 10          | 10            | 50,0 %      |
| Maroc              | 1      | 1         | 0    | 0        | 20          | 10            | 100,0 %     |
| Moldavie           | 1      | 1         | 0    | 0        | 47          | 5             | 100,0 %     |
| Namibie            | 5      | 4         | 0    | 1        | 112         | 73            | 80,0 %      |
| Nouvelle-Zélande   | 1      | 0         | 0    | 1        | 10          | 43            | 0,0 %       |
| Pays-Bas           | 4      | 3         | 0    | 1        | 164         | 64            | 75,0 %      |
| Pologne            | 2      | 0         | 0    | 2        | 29          | 52            | 0,0 %       |
| Portugal           | 20     | 14        | 2    | 4        | 469         | 268           | 75,0 %      |
| République tchèque | 8      | 8         | 0    | 0        | 310         | 58            | 100,0 %     |
| Roumanie           | 20     | 11        | 1    | 8        | 385         | 348           | 57,5 %      |
| Russie             | 20     | 18        | 1    | 1        | 500         | 231           | 92,5 %      |
| Samoa              | 4      | 2         | 1    | 1        | 64          | 96            | 62,5 %      |
| Suisse             | 1      | 1         | 0    | 0        | 22          | 21            | 100,0 %     |
| Tonga              | 5      | 3         | 0    | 2        | 83          | 117           | 60,0 %      |
| Ukraine            | 9      | 9         | 0    | 0        | 281         | 66            | 100,0 %     |
| Uruguay            | 5      | 3         | 0    | 2        | 85          | 72            | 60,0 %      |
| Zimbabwe           | 3      | 2         | 0    | 1        | 58          | 35            | 66,7 %      |
| Totaux             | 175    | 113       | 7    | 55       | 4 240       | 3 041         | 66,6 %      |

#### Résultats face au Top10World Rugbyet nations du tier 1
| Date              | Adversaire, rang WR   | Lieu                                          | Score   | Compétition                    |
| ----------------- | --------------------- | --------------------------------------------- | ------- | ------------------------------ |
| 17 novembre 2024  | Italie, 8e            | Stade Luigi-Ferraris, Gênes, Italie           | 20-17   | Test match                     |
| 20 juillet 2024   | Australie, 9e         | Sydney Football Stadium, Sydney, Australie    | 40-29   | Test match                     |
| 13 juillet 2024   | Japon, 12e            | Yurtec Stadium, Sendai, Japon                 | 23-25   | Test match                     |
| 7 octobre 2023    | Pays de Galles, 7e    | Stade de la Beaujoire, Nantes, France         | 43-19   | Coupe du monde                 |
| 9 septembre 2023  | Australie, 10e        | Stade de France, Paris, France                | 35-15   | Coupe du monde                 |
| 26 août 2023      | Écosse, 5e            | Stade de Murrayfield, Édimbourg, Écosse       | 33-6    | Test match                     |
| 19 novembre 2022  | Pays de Galles, 7e    | Principality Stadium, Cardiff, Pays de Galles | 12-13   | Test match                     |
| 10 juillet 2022   | Italie, 13e           | Stade de Batoumi, Batoumi, Géorgie            | 28-19   | Test match                     |
| 14 novembre 2021  | France, 6e            | Bordeaux, France                              | 41-15   | Test match                     |
| 2 juillet 2021    | Afrique du Sud, 1re   | Pretoria, Afrique du Sud                      | 40-9    | Test match                     |
| 29 novembre 2020  | Irlande, 5e           | Lansdowne Road, Dublin, Irlande               | 23-10   | Coupe d'automne des nations    |
| 21 novembre 2020  | Pays de Galles, 9e    | Cardiff, pays de Galles                       | 18-0    | Coupe d'automne des nations    |
| 14 novembre 2020  | Angleterre, 3e        | Twickenham, Londres, Angleterre               | 40-0    | Coupe d'automne des nations    |
| 23 octobre 2020   | Écosse, 8e            | Murrayfield, Édimbourg, Écosse                | 48-7    | Test match                     |
| 11 octobre 2019   | Australie, 6e         | Fukuroi, Japon                                | 27-8    | Coupe du monde                 |
| 23 septembre 2019 | Pays de Galles, 5e    | Toyota, Japon                                 | 43-14   | Coupe du monde                 |
| 6 septembre 2019  | Écosse, 7e            | Murrayfield, Édimbourg, Écosse                | 36-9    | Test match                     |
| 31 août 2019      | Écosse, 7e            | Stade Boris-Paichadze, Tbilissi, Géorgie      | 44-10   | Test match                     |
| 10 novembre 2018  | Italie, 14e           | Stade Artemio-Franchi, Florence, Italie       | 28-17   | Test match                     |
| 16 juin 2018      | Fidji, 10e            | Suva, Fidji                                   | 37-15   | Coupe des nations du Pacifique |
| 18 novembre 2017  | Pays de Galles, 7e    | Cardiff, Pays de Galles                       | 13 - 6  | Test match                     |
| 24 juin 2017      | Argentine, 9e         | San Salvador de Jujuy, Argentine              | 45 - 29 | Test match                     |
| 26 novembre 2016  | Écosse, 7e            | Kilmarnock, Écosse                            | 43 - 16 | Test match                     |
| 2 octobre 2015    | Nouvelle-Zélande, 1re | Cardiff, pays de Galles                       | 43 - 10 | Coupe du monde                 |
| 25 septembre 2015 | Argentine, 8e         | Gloucester, Angleterre                        | 54 - 9  | Coupe du monde                 |
| 23 novembre 2014  | Japon, 10e            | Tbilissi, Géorgie                             | 35 - 24 | Test match                     |
| 16 novembre 2014  | Irlande, 5e           | Lansdowne Road, Dublin, Irlande               | 49 - 7  | Test match                     |
| 23 novembre 2013  | Samoa, 8es            | Tbilissi, Géorgie                             | 16 - 15 | Test match                     |
| 22 juin 2013      | Argentine, 9e         | San Juan, Argentine                           | 29 - 18 | Test match                     |
| 2 octobre 2011    | Argentine, 8e         | Palmerston North, Nouvelle-Zélande            | 25 - 7  | Coupe du monde                 |
| 18 septembre 2011 | Angleterre, 4e        | Dunedin, Nouvelle-Zélande                     | 41 - 10 | Coupe du monde                 |
| 14 septembre 2011 | Écosse, 7e            | Invercargill, Nouvelle-Zélande                | 15 - 6  | Coupe du monde                 |
| 30 septembre 2007 | France, 4e            | Marseille, France                             | 64 - 7  | Coupe du monde                 |
| 15 septembre 2007 | Irlande, 6e           | Bordeaux, France                              | 14 - 10 | Coupe du monde                 |
| 11 septembre 2007 | Argentine, 4e         | Lyon, France                                  | 33 - 3  | Coupe du monde                 |
| 24 octobre 2003   | Afrique du Sud, 6e    | Sydney, Australie                             | 46 - 19 | Coupe du monde                 |
| 19 octobre 2003   | Samoa, 9es            | Perth, Australie                              | 46 - 9  | Coupe du monde                 |
| 12 octobre 2003   | Angleterre, 1re       | Perth, Australie                              | 84 - 6  | Coupe du monde                 |
| 6 septembre 2003  | Italie, 13e           | Asti, Italie                                  | 31-22   | Test match                     |
| 28 septembre 2002 | Irlande               | Lansdowne Road, Dublin, Irlande               | 63 - 14 | Test match                     |
| 14 novembre 1998  | Irlande               | Lansdowne Road, Dublin, Irlande               | 70 - 0  | Test match                     |

## Composition du XV géorgien

### Équipe en 2023
Le 28 août 2023, Levan Maisashvili dévoile son groupe de 33 sélectionnés pour la Coupe du monde.
Le 26 septembre, Otar Giorgadze est convoqué pour remplacer Beka Gorgadze blessé. Plus tard le même jour, Luka Japaridze est lui aussi forfait, il est remplacé par Irakli Aptsiauri.
Le 2 octobre, trois joueurs déclarent eux aussi forfait, Lasha Jaiani, Mirian Modebadze et Tengiz Zamtaradze, ils sont respectivement remplacés par Mikheil Babunashvili, Otar Lashkhi et Vano Karkadze.

#### Les avants
| Nom                      | Naissance        | Sélections (Pts marqués) | Club               | Année de 1re sélection |
| Talonneurs               | Talonneurs       | Talonneurs               | Talonneurs         | Talonneurs             |
| ------------------------ | ---------------- | ------------------------ | ------------------ | ---------------------- |
| Vano Karkadze            | 25 juin 2000     | 19 (25)                  | Montpellier HR     | 2019                   |
| Shalva Mamukashvili      | 2 octobre 1990   | 103 (75)                 | Black Lion         | 2011                   |
| Luka Nioradze            | 6 avril 1999     | 11 (0)                   | Stade aurillacois  | 2022                   |
| Piliers                  |                  |                          |                    |                        |
| Nika Abuladze            | 20 août 1995     | 18 (0)                   | Exeter Chiefs      | 2021                   |
| Irakli Aptsiauri         | 23 février 2003  | 13 (0)                   | FC Grenoble        | 2023                   |
| Beka Gigashvili          | 17 février 1992  | 44 (25)                  | RC Toulon          | 2018                   |
| Guram Gogichashvili      | 4 septembre 1998 | 41 (10)                  | Racing 92          | 2018                   |
| Mikheil Nariashvili      | 25 mai 1990      | 49 (0)                   | Black Lion         | 2012                   |
| Guram Papidze            | 16 juin 1997     | 13 (10)                  | Section paloise    | 2022                   |
| Deuxièmes lignes         |                  |                          |                    |                        |
| Mikheil Babunashvili     | 31 mai 1996      | 13 (15)                  | Black Lion         | 2022                   |
| Lado Chachanidze         | 14 mai 2000      | 21 (5)                   | USON Nevers        | 2022                   |
| Nodar Cheishvili         | 13 novembre 1990 | 50 (0)                   | Black Lion         | 2016                   |
| Konstantin Mikautadze    | 1er juillet 1991 | 89 (15)                  | Aviron bayonnais   | 2010                   |
| Troisièmes lignes aile   |                  |                          |                    |                        |
| Mikheil Gachechiladze    | 24 décembre 1990 | 22 (25)                  | Black Lion         | 2018                   |
| Luka Ivanishvili         | 25 novembre 2001 | 17 (10)                  | Black Lion         | 2022                   |
| Giorgi Tsutskiridze      | 26 novembre 1996 | 35 (30)                  | Stade français     | 2017                   |
| Beka Saginadze           | 29 octobre 1998  | 42 (20)                  | Lyon OU            | 2019                   |
| Troisièmes lignes centre |                  |                          |                    |                        |
| Otar Giorgadze           | 2 mars 1996      | 36 (40)                  | US Montauban       | 2015                   |
| Tornike Jalagonia        | 12 décembre 1998 | 38 (25)                  | Biarritz olympique | 2020                   |

#### Les arrières
| Nom               | Naissance        | Sélections (Pts marqués) | Club             | Année de 1re sélection |
| Demis de mêlée    | Demis de mêlée   | Demis de mêlée           | Demis de mêlée   | Demis de mêlée         |
| ----------------- | ---------------- | ------------------------ | ---------------- | ---------------------- |
| Gela Aprasidze    | 14 janvier 1998  | 53 (26)                  | Aviron bayonnais | 2017                   |
| Vasil Lobzhanidze | 14 octobre 1996  | 76 (73)                  | CA Brive         | 2015                   |
| Tengiz Peranidze  | 6 avril 1998     | 4 (5)                    | Black Lion       | 2022                   |
| Demis d'ouverture |                  |                          |                  |                        |
| Tedo Abzhandadze  | 13 juin 1999     | 56 (325)                 | US Montauban     | 2018                   |
| Luka Matkava      | 5 octobre 2001   | 26 (165)                 | Black Lion       | 2022                   |
| Centres           |                  |                          |                  |                        |
| Tornike Kakhoidze | 16 août 2003     | 9 (0)                    | Black Lion       | 2022                   |
| Giorgi Kveseladze | 11 novembre 1997 | 62 (40)                  | Gloucester Rugby | 2017                   |
| Merab Sharikadze  | 17 mai 1993      | 122 (130)                | Black Lion       | 2012                   |
| Demur Tapladze    | 18 mars 2000     | 43 (20)                  | Black Lion       | 2020                   |
| Ailiers           |                  |                          |                  |                        |
| Otar Lashkhi      | 27 avril 2000    | 2 (5)                    | Black Lion       | 2023                   |
| Akaki Tabutsadze  | 18 août 1997     | 45 (205)                 | Black Lion       | 2020                   |
| Alexander Todua   | 2 novembre 1987  | 112 (100)                | Black Lion       | 2008                   |
| Arrières          |                  |                          |                  |                        |
| Lasha Khmaladze   | 20 janvier 1988  |                          | Black Lion       | 2008                   |
| Davit Niniashvili | 14 juillet 2002  | 34 (63)                  | Lyon OU          | 2020                   |

### Joueurs emblématiques
La plupart des internationaux géorgiens évoluent dans les différents championnats français.
- Georgi Chkhaidze
- Akvsenti Giorgadze
- Mamuka Gorgodze
- Davit Kacharava
- Vasil Katsadze
- Davit Kubriashvili
- Merab Kvirikashvili
- Gregori Labadze
- Goderdzi Shvelidze
- Malkhaz Urjukashvili
- Ilia Zedguinidze
- Davit Zirakashvili

### Entraîneurs notables
| Entraîneur         | Période d’activité |
| ------------------ | ------------------ |
| David Kilasonia    | 1989-1990          |
| Temur Bendiashvili | 1991-1993          |
| Guram Modebadze    | 1994-1996          |
| Ross Meurant       | 1997               |
| Claude Saurel      | 1997-2003          |
| Malkhaz Cheishvili | 2004-2007          |
| Tim Lane           | 2008-2009          |
| Richie Dixon       | 2010-2011          |
| Milton Haig        | 2012-2019          |
| Levan Maisashvili  | 2020-2023          |
| Richard Cockerill  | 2024-              |

Malkhaz Cheishvili
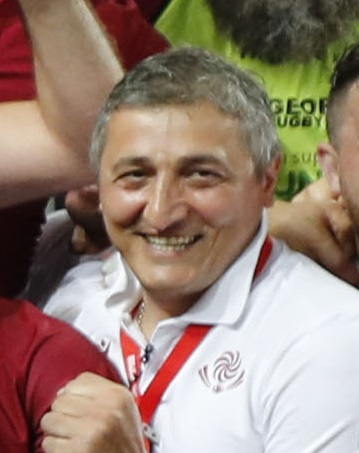
Levan Maisashvili
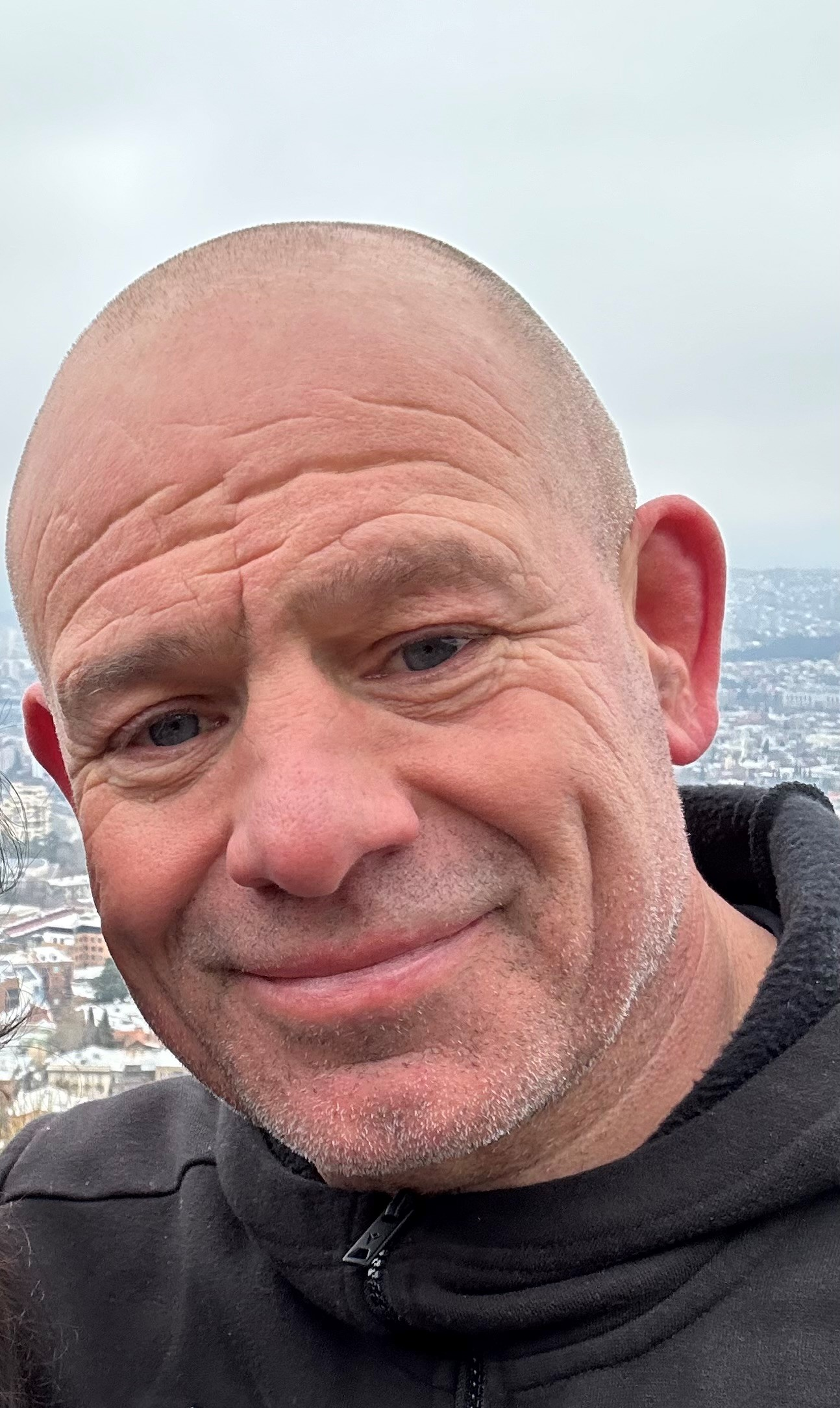
Richard Cockerill

Le Néo-zélandais Ross Meurant est le premier entraîneur étranger de la selection géorgienne.
L'entraîneur français Claude Saurel développe le rugby en Géorgie et parvient en quelques années à qualifier la Géorgie à sa première coupe du monde en 2003.
Le Géorgien Malkhaz Cheishvili prend sa succession.
L'Australien Tim Lane entraine également avant d'être remplacé par l'écossais Richie Dixon.
Le Néo-zélandais Milton Haig entraîne la Géorgie pendant sept ans avant de passer la main à son adjoint géorgien Levan Maisashvili.
L'Anglais Richard Cockerill est l'actuel entraîneur depuis 2024.

## Records
(décembre 2024).
- Si vous ne connaissez pas le sujet, laissez ce bandeau (vous pouvez alors contacter les auteurs).
- Si vous supprimez le contenu mis en cause (vous pouvez préalablement contacter les auteurs),

argumentez précisément cette suppression dans la page de discussion
(un manque de référence n'est pas un argument ; une recherche réelle de référence doit avoir été effectuée, être formellement documentée).
Records de sélections
| #  | Joueur                | Poste            | Période   | Matchs | Titulaire | Remplaçant | Victoire | Défaite | Nul | %     |
| -- | --------------------- | ---------------- | --------- | ------ | --------- | ---------- | -------- | ------- | --- | ----- |
| 1  | Davit Kacharava       | Centre           | 2006–2020 | 122    | 104       | 18         | 79       | 40      | 3   | 65.98 |
| 2  | Merab Kvirikashvili   | Arrière          | 2003–2018 | 115    | 94        | 21         | 72       | 40      | 3   | 63.91 |
| 3  | Alexander Todua       | Ailier           | 2008–     | 114    | 101       | 13         | 72       | 39      | 3   | 61.82 |
| 4  | Shalva Mamukashvili   | Talonneur        | 2011-2023 | 103    | 64        | 39         | 65       | 35      | 3   | 64.45 |
| 4  | Merab Sharikadze      | Centre           | 2012-2024 | 103    | 101       | 2          | 65       | 33      | 5   | 62.82 |
| 6  | Giorgi Chkhaidze      | Troisième ligne  | 2002–2017 | 100    | 78        | 22         | 65       | 32      | 3   | 66.50 |
| 6  | Lasha Malaguradze     | Demi d'ouverture | 2008–2023 | 100    | 52        | 48         | 68       | 30      | 2   | 68.68 |
| 8  | Lasha Khmaladze       | Centre           | 2008-2023 | 97     | 73        | 24         | 63       | 30      | 3   | 66.66 |
| 9  | Giorgi Nemsadze       | Deuxième ligne   | 2005–2019 | 95     | 71        | 24         | 62       | 32      | 1   | 65.78 |
| 10 | Konstantin Mikautadze | Deuxième ligne   | 2010-2023 | 88     | 77        | 11         | 47       | 38      | 3   | 62.94 |

Records d'essais
| #  | Joueur               | Poste           | Période   | Matchs | Titulaire | Remplaçant | Points | Essais |
| -- | -------------------- | --------------- | --------- | ------ | --------- | ---------- | ------ | ------ |
| 1  | Akaki Tabutsadze     | Ailier          | 2020–     | 43     | 43        | 0          | 195    | 39     |
| 2  | Mamuka Gorgodze      | Troisième ligne | 2003–2019 | 75     | 69        | 6          | 135    | 27     |
| 3  | Davit Kacharava      | Centre          | 2006–2020 | 122    | 104       | 18         | 125    | 25     |
| 4  | Irakli Machkhaneli   | Ailier          | 2002–2014 | 73     | 68        | 5          | 115    | 23     |
| 4  | Tedo Zibzibadze      | Centre          | 2000–2014 | 77     | 65        | 12         | 115    | 23     |
| 6  | Merab Sharikadze     | Centre          | 2012-2024 | 103    | 101       | 2          | 95     | 19     |
| 7  | Alexander Todua      | Ailier          | 2008–     | 114    | 101       | 13         | 90     | 18     |
| 8  | Merab Kvirikashvili  | Arrière         | 2003–2018 | 115    | 94        | 21         | 840    | 17     |
| 8  | Malkhaz Urjukashvili | Ailier          | 1997–2011 | 70     | 66        | 4          | 320    | 17     |
| 10 | Bessik Khamashuridze | Arrière         | 1998–2011 | 61     | 51        | 10         | 75     | 15     |
| 10 | Giorgi Nemsadze      | Deuxième ligne  | 2005–2019 | 95     | 71        | 24         | 75     | 15     |

Records de points
| #  | Joueur               | Poste            | Période   | Matchs | Points | Essais | Transformations | Pénalités | Drops |
| -- | -------------------- | ---------------- | --------- | ------ | ------ | ------ | --------------- | --------- | ----- |
| 1  | Merab Kvirikashvili  | Arrière          | 2003–2018 | 115    | 840    | 17     | 148             | 150       | 3     |
| 2  | Tedo Abzhandadze     | Demi d'ouverture | 2018–     | 54     | 334    | 6      | 77              | 50        | 0     |
| 3  | Pavle Jimsheladze    | Demi d'ouverture | 1995–2007 | 57     | 320    | 9      | 61              | 48        | 3     |
| 3  | Malkhaz Urjukashvili | Ailier           | 1997–2011 | 70     | 320    | 17     | 47              | 46        | 1     |
| 5  | Akaki Tabutsadze     | Ailier           | 2020-     | 43     | 195    | 39     | 0               | 0         | 0     |
| 6  | Lasha Malaguradze    | Demi d'ouverture | 2008–2020 | 99     | 190    | 6      | 38              | 25        | 3     |
| 7  | Soso Matiashvili     | Arrière          | 2017–2021 | 32     | 159    | 8      | 25              | 23        | 0     |
| 8  | Luka Matkava         | Demi d'ouverture | 2022-     | 22     | 145    | 2      | 39              | 19        | 0     |
| 9  | Mamuka Gorgodze      | Troisième ligne  | 2003–2019 | 75     | 135    | 27     | 0               | 0         | 0     |
| 10 | Davit Kacharava      | Centre           | 2006–2020 | 122    | 125    | 25     | 0               | 0         | 0     |

Records de matchs en tant que capitaine
| # | Joueur               | Poste           | Période   | Matchs | Victoire | Défaite | Nul | %     | Points | Essais |
| - | -------------------- | --------------- | --------- | ------ | -------- | ------- | --- | ----- | ------ | ------ |
| 1 | Merab Sharikadze     | Centre          | 2014–2024 | 52     | 32       | 17      | 3   | 57.14 | 50     | 10     |
| 2 | Irakli Abuseridze    | Demi de mêlée   | 2007–2012 | 36     | 25       | 10      | 1   | 70.83 | 15     | 3      |
| 3 | Ilia Zedguinidze     | Deuxième ligne  | 2002–2011 | 35     | 19       | 14      | 2   | 57.14 | 30     | 6      |
| 4 | Irakli Machkhaneli   | Ailier          | 2013–2014 | 14     | 10       | 3       | 1   | 75.00 | 10     | 2      |
| 4 | Shalva Sutiashvili   | Troisième ligne | 2014–2016 | 14     | 13       | 0       | 1   | 96.42 | 5      | 1      |
| 6 | Mamuka Gorgodze      | Troisième ligne | 2013–2017 | 13     | 5        | 8       | 0   | 38.46 | 10     | 2      |
| 7 | Zurab Mtchedlishvili | Deuxième ligne  | 1997–2007 | 12     | 7        | 5       | 0   | 58.33 | 10     | 2      |
| 7 | Levan Tsabadze       | Pilier          | 2001–2002 | 12     | 9        | 2       | 1   | 79.16 | 15     | 3      |
| 9 | Giorgi Nemsadze      | Deuxième ligne  | 2018–2019 | 11     | 9        | 2       | 0   | 81.81 | 0      | 0      |
| 9 | Dimitri Oboladze     | Troisième ligne | 1993–1998 | 11     | 6        | 4       | 1   | 59.09 | 5      | 1      |

Records de points dans un match
| # | Joueur               | Poste            | Points | Essais | Transformations | Pénalités | Drops | Adversaire | Lieu      | Date       |
| - | -------------------- | ---------------- | ------ | ------ | --------------- | --------- | ----- | ---------- | --------- | ---------- |
| 1 | Soso Matiashvili     | Arrière          | 34     | 2      | 6               | 4         | 0     | Canada     | Tbilisi   | 11/10/2017 |
| 2 | Merab Kvirikashvili  | Arrière          | 32     | 2      | 11              | 0         | 0     | Allemagne  | Tbilisi   | 06/02/2010 |
| 3 | Luka Matkava         | Demi d'ouverture | 25     | 1      | 10              | 0         | 0     | Allemagne  | Tbilisi   | 05/02/2023 |
| 4 | Merab Kvirikashvili  | Arrière          | 24     | 1      | 2               | 5         | 0     | Portugal   | Lisbone   | 08/02/2014 |
| 5 | Pavle Jimsheladze    | Demi d'ouverture | 23     | 1      | 0               | 6         | 0     | Russie     | Krasnodar | 09/03/2003 |
| 5 | Merab Kvirikashvili  | Demi d'ouverture | 23     | 1      | 9               | 0         | 0     | Tchéquie   | Tbilisi   | 07/04/2007 |
| 7 | Merab Kvirikashvili  | Demi d'ouverture | 22     | 1      | 1               | 5         | 0     | Japon      | Tbilisi   | 17/11/2012 |
| 8 | Malkhaz Urjukashvili | Demi d'ouverture | 20     | 0      | 7               | 2         | 0     | Tchéquie   | Kutaisi   | 12/06/2005 |
| 8 | Lasha Malaguradze    | Demi d'ouverture | 20     | 1      | 6               | 1         | 0     | Espagne    | Madrid    | 28/02/2009 |
| 8 | Akaki Tabutsadze     | Ailier           | 20     | 4      | 0               | 0         | 0     | Belgique   | Kutaisi   | 22/02/2020 |
| 8 | Tedo Abzhandadze     | Demi d'ouverture | 20     | 2      | 2               | 2         | 0     | Italie     | Batumi    | 10/07/2022 |

Records d'essais dans un match
| # | Joueur               | Poste                  | Points | Essais | Transformations | Pénalités | Drops | Adversaire | Lieu        | Date       |
| - | -------------------- | ---------------------- | ------ | ------ | --------------- | --------- | ----- | ---------- | ----------- | ---------- |
| 1 | Akaki Tabutsadze     | Ailier                 | 20     | 4      | 0               | 0         | 0     | Belgique   | Kutaisi     | 22/02/2020 |
| 2 | Pavle Jimsheladze    | Ailier                 | 15     | 3      | 0               | 0         | 0     | Bulgarie   | Sofia       | 23/03/1995 |
| 2 | Archil Kavtarahvili  | Ailier                 | 15     | 3      | 0               | 0         | 0     | Bulgarie   | Sofia       | 23/03/1995 |
| 2 | Mamuka Gorgodze      | Troisième ligne centre | 15     | 3      | 0               | 0         | 0     | Tchéquie   | Kutaisi     | 12/06/2005 |
| 2 | David Dadunashvili   | Talonneur              | 15     | 3      | 0               | 0         | 0     | Tchéquie   | Tbilisi     | 07/04/2007 |
| 2 | Malkhaz Urjukashvili | Centre                 | 15     | 3      | 0               | 0         | 0     | Tchéquie   | Tbilisi     | 07/04/2007 |
| 2 | Mamuka Gorgodze      | Troisième ligne centre | 15     | 3      | 0               | 0         | 0     | Espagne    | Tbilisi     | 26/04/2008 |
| 2 | Zurab Zhvania        | Talonneur              | 15     | 3      | 0               | 0         | 0     | Allemagne  | Heusenstamm | 07/02/2015 |
| 2 | Giorgi Kveseladze    | Centre                 | 15     | 3      | 0               | 0         | 0     | Allemagne  | Offenbach   | 17/02/2018 |
| 2 | Davit Niniashvili    | Arrière                | 15     | 3      | 0               | 0         | 0     | Pays-Bas   | Telavi      | 26/06/2021 |
| 2 | Otar Giorgadze       | Troisième ligne        | 15     | 3      | 0               | 0         | 0     | Pays-Bas   | Amsterdam   | 12/02/2022 |
| 2 | Beka Gorgadze        | Troisième ligne        | 15     | 3      | 0               | 0         | 0     | Uruguay    | Tbilisi     | 06/11/2022 |
| 2 | Aka Tabutsadze       | Ailier                 | 15     | 3      | 0               | 0         | 0     | Allemagne  | Tbilisi     | 05/02/2023 |
| 2 | Giorgi Tsutskiridze  | Troisième ligne        | 15     | 3      | 0               | 0         | 0     | Allemagne  | Tbilisi     | 05/02/2023 |
| 2 | Aka Tabutsadze       | Ailier                 | 15     | 3      | 0               | 0         | 0     | Roumanie   | Tbilisi     | 02/03/2024 |

## Staff technique actuel
- Entraîneur principal :  Richard Cockerill
- Entraîneur de l'attaque :  Conor McPhillips
- Entraîneur de la défense :  Shaun Sowerby